# Teresina (tiểu vùng)
Teresina là một tiểu vùng thuộc bang Piauí, Brasil. Tiều vùng này có diện tích 9213 km², dân số năm 2007 là 877381 người.